# No necesitamos banderas
«No necesitamos banderas» es la octava pista del álbum La voz de los '80 del grupo chileno Los Prisioneros. En 2000, una versión en vivo registrada en 1992 fue lanzada como sencillo promocional del álbum El caset pirata. 
La banda tocó la canción en el Festival de Viña del Mar, en 2003, diciendo al público sobre no a la guerra contra Bolivia, Perú y Argentina, y luego Jorge González, como solista, en el 2013.

## Canción
La canción desarrolla un poco la idea de que el hombre, como ser racional, debe considerarse un cosmopolita, esto generalizado a no aceptar filiación política, sino que con la propia razón cada ser humano ha de decidir.

## Otras versiones
El 30 de octubre de 2000 se lanzó como sencillo una versión en vivo del tema grabada en 1992 (como parte de la gira de despedida del grupo, ya sin el guitarrista Claudio Narea), como un adelanto del lanzamiento de El caset pirata, álbum que recopilaba registros en vivo de la banda entre 1986-1992. El sencillo contenía dos versiones: la primera contenía la versión original, que duraba cerca de ocho minutos y medio; y la segunda era una versión editada especialmente para la radiodifusión, de casi cinco minutos. La razón de esta exagerada extensión era la costumbre de Jorge González por improvisar en el escenario; en este caso, incluyó en la canción un poema escolar («Blanco, azul y rojo, tus colores son / Yo los llevo dentro de mi corazón»), con un guiño final del vocalista emulando en su guitarra a Jimi Hendrix en Woodstock, pero reemplazando «Star Spangled Banner» por el himno nacional de Chile.
La banda de reggae chilena Bambú grabó una versión en 1996; según su vocalista Quique Neira, «No necesitamos banderas» fue el primer reggae que se grabó en Chile. La versión fue incluido en un EP con el nombre de la canción y en su videoclip participó Claudio Narea. Jorge González declaró que se reconcilió con la canción (que no era de su completo agrado) después de escuchar esta versión.

## Video
El video, en blanco y negro, es una recopilación de tomas de conciertos de Los Prisioneros y escenas los videoclips de canciones como «We are sudamerican rockers», «Maldito sudaca» y «La voz de los '80». La versión de la canción utilizada es la que aparece en el disco El caset pirata, lanzado en 2000.